# Dolina Trzech Stawów
Dolina Trzech Stawów (niem. Stauweiher; śl. Sztauwajery) – kompleks rekreacyjno-sportowy i część Katowic, ciągnąca się wzdłuż ulicy Murckowskiej, na terenie dzielnicy Osiedle Paderewskiego-Muchowiec, w dolinie Potoku Leśnego.
Składa się z 11 sztucznych zbiorników wodnych (w tym stawów: Łąka, Kajakowy, Oczko, Kąpielowy i Ozdobny), które zaczęły powstawać od XIX wieku na skutek działalności górniczej kopalni „Ferdinand” („Katowice”). Charakter rekreacyjno-sportowy dolina zyskała od początku XX wieku. Od lat 60. XX wieku jest ona częścią Katowickiego Parku Leśnego. W Dolinie Trzech Stawów organizowane są różnego rodzaju wydarzenia sportowo-rekreacyjne oraz kulturalne.

## Geografia

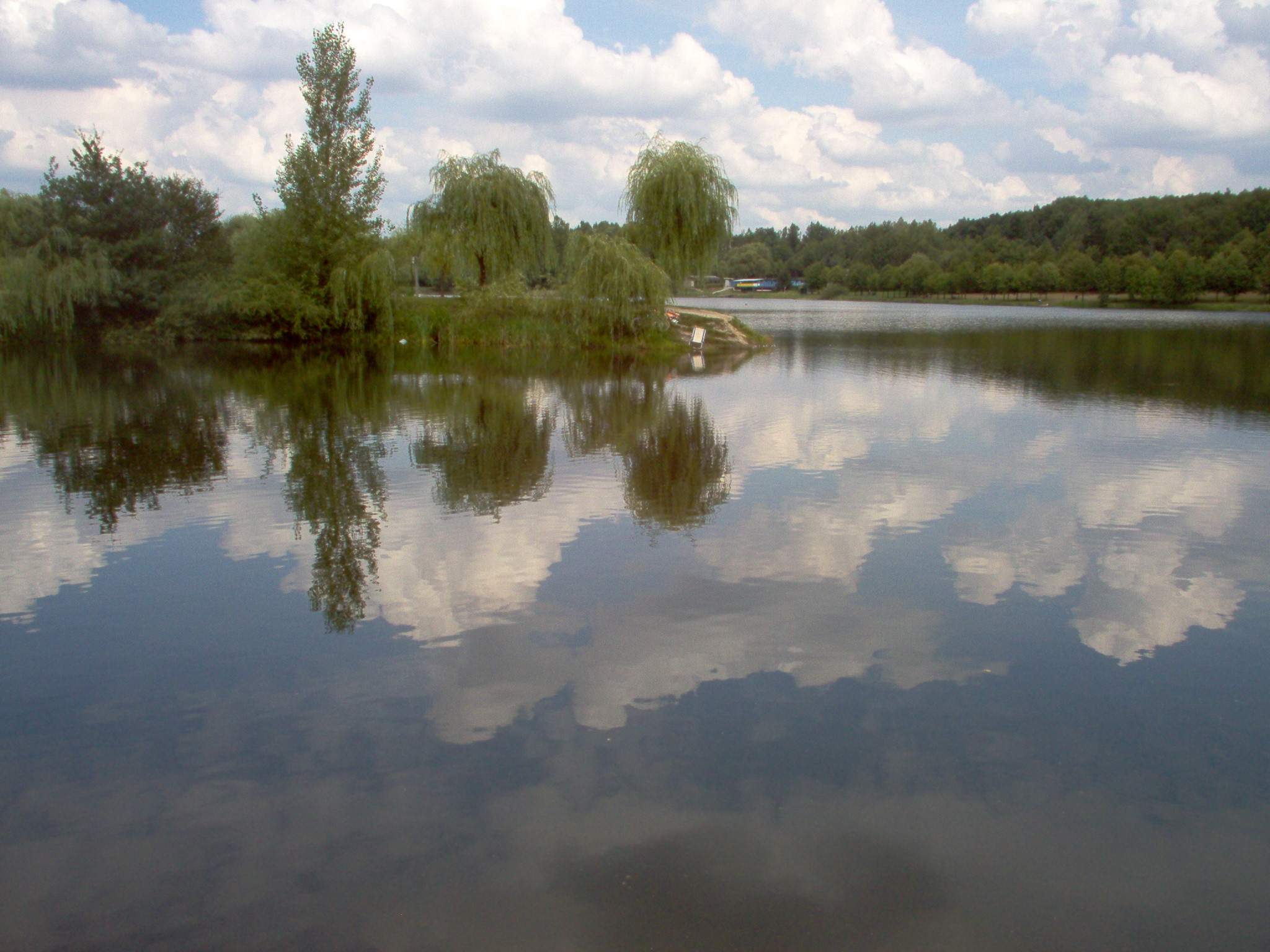
Fragment stawu Łąka (2006)

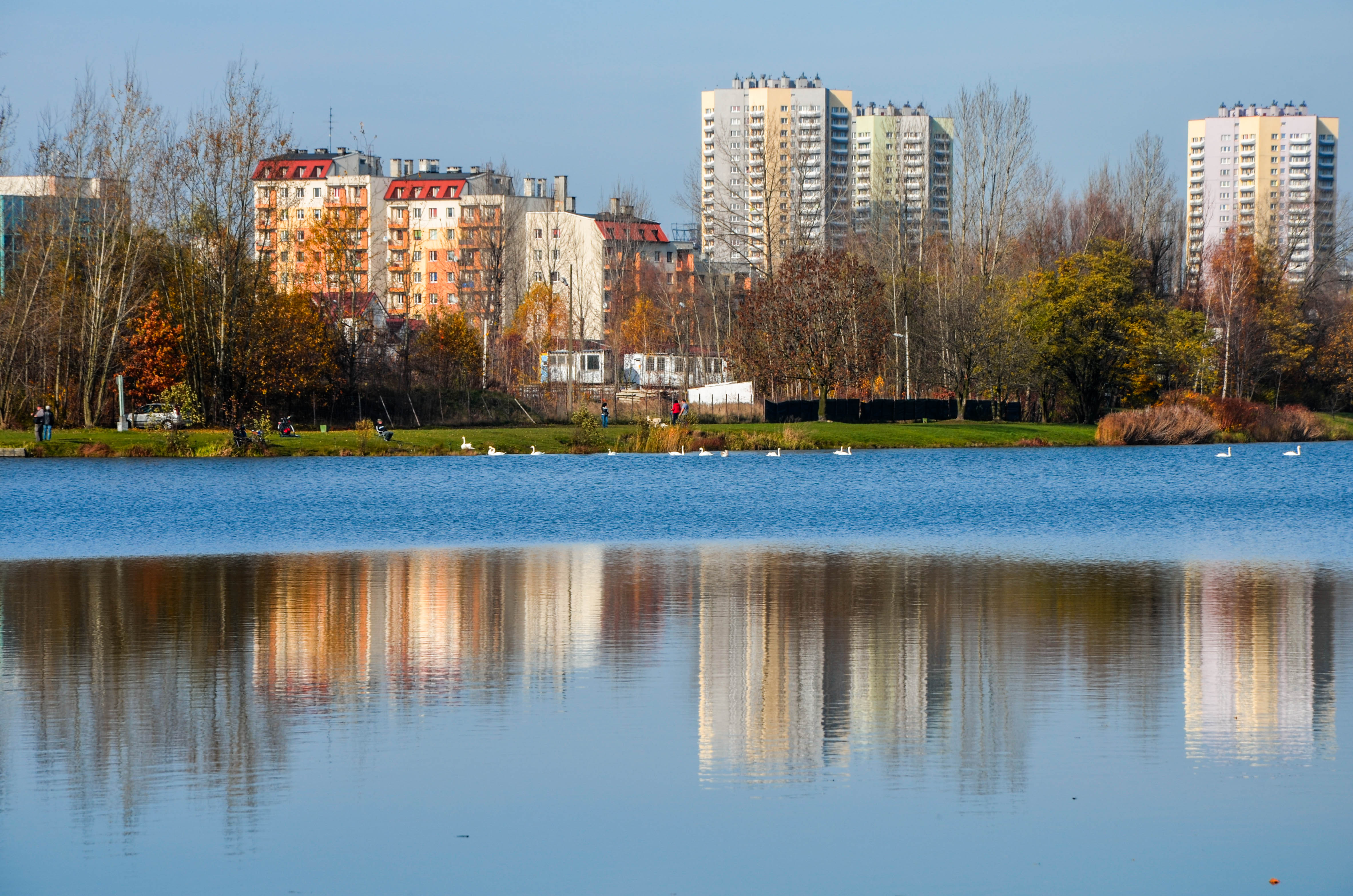
Fragment stawu Łąka (2014)

Dolina Trzech Stawów położona jest w środkowej części Katowic, na południe i wschód od centrum miasta, w granicach dzielnicy Osiedle Paderewskiego-Muchowiec, na pograniczu osiedla I.J. Paderewskiego i Zawodzia. Ciągnie się ona wzdłuż ulicy Murckowskiej i początkowego odcinka ulicy Pszczyńskiej. Według podziału fizycznogeograficznego Jerzego Kondrackiego obszar Doliny Trzech Stawów położony jest w mezoregionie Wyżyna Katowicka (341.13), stanowiącego południową część makroregionu Wyżyna Śląska.
Pod względem geologicznym tereny Doliny Trzech Stawów położone są w niecce górnośląskiej, a obszar ten ma budowę zrębową. Dolina wykształciła się na terenach zapadliskowych, w obniżeniu rozdzielającym dwie grzędy na równoleżnikowo przebiegającym garbie Płaskowyżu Murcek. Utwory z okresu karbonu budują podłoże doliny, zaś powierzchniowo tereny doliny budują plejstoceńskie piaski i żwiry glacjalne i fluwioglacjalne oraz ciągnące się bezpośrednio wzdłuż Potoku Leśnego holoceńskie osady rzeczne. Eksploatacja górnicza doprowadziła do obniżenia o około 15 m terenów w Dolinie Trzech Stawów. Obszar ten położony jest na dawnym polu górniczym KWK „Katowice”.
Dolina Trzech Stawów położona jest w dolinie Potoku Leśnego, będąca prawym dopływem Rawy, stanowiącego część dorzecza Wisły. Tworzy ona zespół 11 sztucznych zbiorników wodnych (w tym: Łąka, Kajakowy, Oczko, Kąpielowy i Ozdobny) o łącznej powierzchni ponad 35 ha. Część stawów to akweny przepływowe, zaś inne, zlokalizowane w sąsiedztwie, są bezodpływowe. Powstałe one na skutek eksploatacji górniczej.
Warunki klimatyczne Doliny Trzech Stawów zbliżone do klimatu dla całych Katowic. Jest on modyfikowany zarówno przez czynniki klimatotwórcze, jak i lokalne. Średnia roczna temperatura w wieloleciu 1961–2005 dla stacji w sąsiednim Muchowcu wynosiła 8,1 °C, a średnia roczna suma opadów w okresie lat 1951–2005 wynosiła 713,8 mm.
Roślinność obszaru Doliny Trzech Stawów stanowi mozaikę różnego typu zbiorowisk: wodnych, nadwodnych, bagiennych, łąkowych i leśnych, o zachowanych w różnym stopniu walorach naturalnych lub półnaturalnych. Zbiorowiskom tym towarzyszy roślinność synantropijna i kultywowana. Wśród drzew rosną tutaj gatunki różnych rodzajów, takich jak: brzozy, sosny, dęby, topole, świerki i olchy oraz pojedyncze wierzby. Duży kompleks terenów otwartych w obrębie doliny stwarza dogodne warunki schronienia i rozmnażania licznych gatunków zwierząt. Obszar ten spełnia również bardzo ważną rolę dla ptaków odbywających wędrówki. Jest ona miejscem, gdzie mogą one znaleźć odpoczynek oraz dostateczną ilość pokarmu.

## Historia
Tradycyjna nazwa doliny Potoku Leśnego – Dolina Trzech Stawów, nawiązuje do liczby stawów założonych tutaj jeszcze w XIX wieku powstałych na skutek przegłębień w profilu podłużnym potoku związanych z osiadaniami górniczymi spowodowanymi działalnością kopalni węgla kamiennego „Ferdinand” („Katowice”). Jednocześnie zakład ten czerpał wodę z kopalnianych ujęć podziemnych oraz z Potoku Leśnego. Z tego ostatniego woda służyła do zasilania kotłów, chłodni kominowych siłowni zakładowej oraz płuczki. Gdy gmina Bogucice i kopalnia zaczęły się rozrastać, wody z kopalnianych ujęć zaczęło brakować. Celem zapewnienia stałych dostaw wody, na Potoku Leśnym powstały zapory (niem. stauweiher), tworząc dwa zbiorniki retencyjne, zaś w późniejszym czasie powstał trzeci. Trzy stawy pojawiają się na mapach wydanych na początku XX wieku. Czwarty staw na potrzeby kopalni powstał w latach 20. XX wieku.
W dniu 1 kwietnia 1909 roku do obszaru dworskiego Katowice włączono zachodnie skrawki obszaru dworskiego Mysłowice-Zamek, które były odcięte od reszty Mysłowic po powołaniu w 1907 roku obszaru dworskiego Giszowiec. Były to tereny obecnego lotniska na Muchowcu oraz rejon Doliny Trzech Stawów. Obszar dworski Katowice-Zamek został 30 czerwca 1924 roku zlikwidowany i włączony dzień później do miasta Katowice.
Od 1912 roku Dolina Trzech Stawów zaczęła być użytkowana w celach rekreacyjno-sportowych – do 1921 roku przez pływacki klub sportowy Erster Kattowitzer Schwimmverein 1912, zaś w latach 1922–1924 przez Towarzystwo Pływackie „Giszowiec-Nikiszowiec 23”. W II połowie lat 30. XX wieku Dolina Trzech Stawów była użytkowana przez Ligę Morską i Kolonialną Obwód Zawodzie. Liga organizowała latem w Dolinie Trzech Stawów otwarte kąpieliska, a także przystań dla żaglówek oraz kajaków. W latach międzywojennych w Dolinie Trzech Stawów organizowano także wydarzenia kulturalne i działała restauracja. Określenie „Dolina Trzech Stawów” używane jest od roku 1933. Na mapie wydanej pomiędzy 1941 a 1943 rokiem ukazane są już cztery stawy w dolinie Potoku Leśnego.
Po II wojnie światowej tereny Doliny Trzech Stawów podupadły. W czasach Polski Ludowej, w latach 60. XX wieku Dolina Trzech Stawów nabrała większe znaczenie jako ośrodek rekreacji świątecznej. W tym czasie tereny Doliny Trzech Stawów zostały objęte zalesieniem i rekultywacją zieleni w ramach tworzonego wówczas Leśnego Pasa Ochronnego GOP. Urządzony tutaj także ośrodek wypoczynkowy, a także ustanowiony fragment Katowickiego Parku Leśnego im. R. Stachonia, którego część stanowi Dolina Trzech Stawów.
Od 1969 roku Dolina trzech Stawów była bazą sekcji kajakarskiej klubu GKS Naprzód Janów. Swoją jedną z baz w Dolinie trzech Stawów miał także nieistniejący Klub Turystyki Kajakowej im. Marii Podhorskiej-Okołów w Katowicach.
W latach Polski Ludowej północna część Doliny Trzech Stawów została poddana urbanizacji; przy opracowaniach projektowych parku pracował Edward Bartman. W jej granicach w latach 70. i 80. XX wieku powstało osiedle im. Ignacego Jana Paderewskiego. Przed 1971 rokiem Dolina Trzech Stawów została przecięta poprzez poprzecznie poprowadzony nasyp alei Górnośląskiej (późniejszej autostrady A4). Ośrodek Doliny Trzech Stawów latach 80. XX wieku został rozbudowany. W 1982 roku wzdłuż ulicy Trzech Stawów został ustawiony wielki głaz upamiętniający Romana Stachonia, zaś w 1986 roku na południe od osiedla, przy ulicy gen. K. Pułaskiego blisko stawu Kajakowego został wzniesiony pomnik Trudu Górniczego wraz z przyległym placem.
Pod koniec lat 80. XX wieku na skutek zanieczyszczeń został zlikwidowany staw Kopel, który znajdował się w pobliżu huty „Kunegunda”. Staw ten był dawnym łowiskiem wędkarskim. Po likwidacji grobli stał się on częścią stawu Łąka.
Po 1989 roku tereny Doliny Trzech Stawów w sąsiedztwie osiedla I.J. Paderewskiego stały się miejscem wkraczania nowej zabudowy mieszkaniowej na tereny rekreacyjne. Obszary te stały się intensywnie zagospodarowane i modernizowane. Do 2011 roku powstało tutaj szereg inwestycji mieszkaniowych, w tym m.in.: osiedle Przystań (7 budynków wielorodzinnych), osiedle Mały Staw (4 domy wielorodzinne), osiedle Duży Staw (kompleks 8-piętrowych bloków mieszkalnych) czy Dom w Dolinie Trzech Stawów (3 budynki).
W październiku 2023 roku Katowice jako pierwsze miasto w Polsce rozpoczęło testowanie autonomicznego autobusu. Urządzenie minibus Blees BB-1 zostało stworzone przez gliwicki startup i było testowane na 2-kilometrowym odcinku rolkostrady za lotniskiem Muchowiec.

## Zagospodarowanie

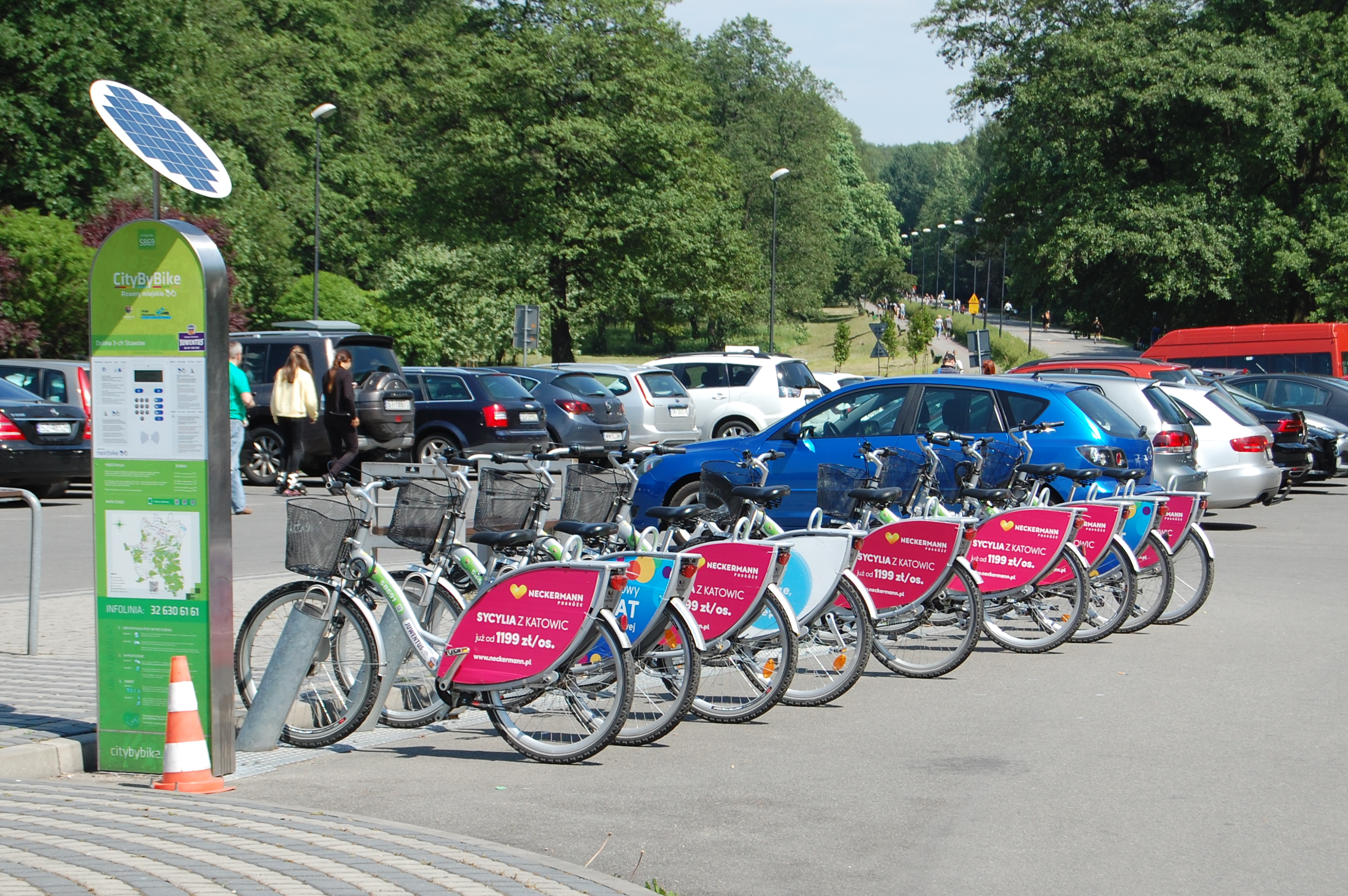
Stacja City by bike nr 5869 Dolina 3-ch Stawów (ul. Trzech Stawów)

Dolina Trzech Stawów to jeden z największych w Katowicach terenów zieleni urządzonej, o powierzchni 65,5 ha. Obejmuje on północną część Katowickiego Parku Leśnego.
Położony jest on w sąsiedztwie terenów zurbanizowanych, dość intensywnie wykorzystywany rekreacyjnie. Po północnej stronie alei znajdują się dwa wielkie stawy (Łąka i Kajakowy) otoczone założeniem parkowym, poprzecinane alejkami okalającymi stawy i biegnącymi między nimi. Wzdłuż alejki poprowadzonej pomiędzy stawami ciągnie się rurociąg cieplny osłonięty krzewami. Na wschodnim brzegu stawów znajdują się: pawilon gastronomiczny, kawiarnia i teatr letni, zaś na przeciwnym brzegu urządzenia placu zabaw. Przy biegnącej wzdłuż stawów ulicy Trzech Stawów stoi wielki głaz upamiętniający Romana Stachonia.
Po przeciwnej stronie rozciąga się południowa część Doliny Trzech Stawów z kilkoma stawami: północny (staw Kąpielowy) z piaszczystym wschodnim brzegiem i południowy (staw Ozdobny). Po zachodniej stronie stawów jest poprowadzona alejka obiegająca tereny lotniska Katowice-Muchowiec. Wzdłuż całej doliny biegnie też około czterokilometrowa trasa do jazdy na rolkach.
Bezpośrednio w Dolinie trzech Stawów znajdowały się dwie stacje wypożyczalni rowerów miejskich City by bike: nr 6166 Pułaskiego – Wodny Plac Zabaw i nr 5911 Camping 215, zaś w rejonie ulic Francuskiej i Trzech Stawów jest jeszcze stacja nr 5869 Dolina 3-ch Stawów. System ten został zastąpiony przez Metrorower.
Właścicielem terenów Doliny Trzech Stawów jest miasto Katowice.

## Sport i rekreacja

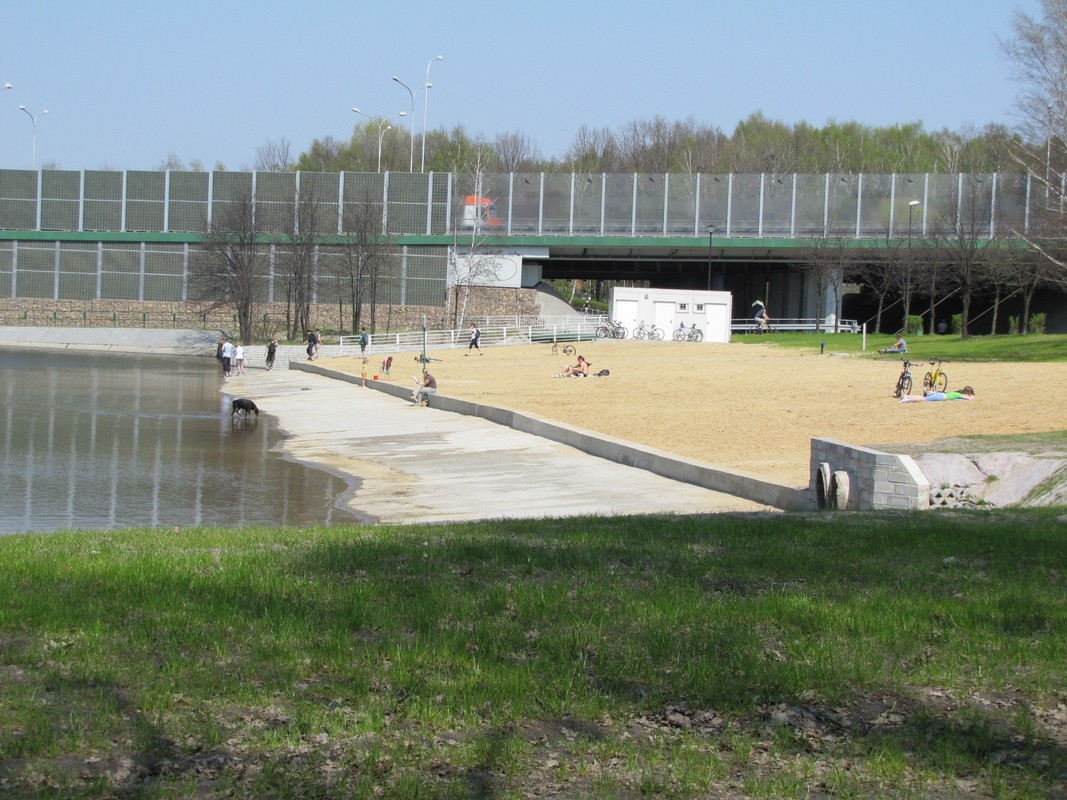
Plaża nad stawem Kąpielowym

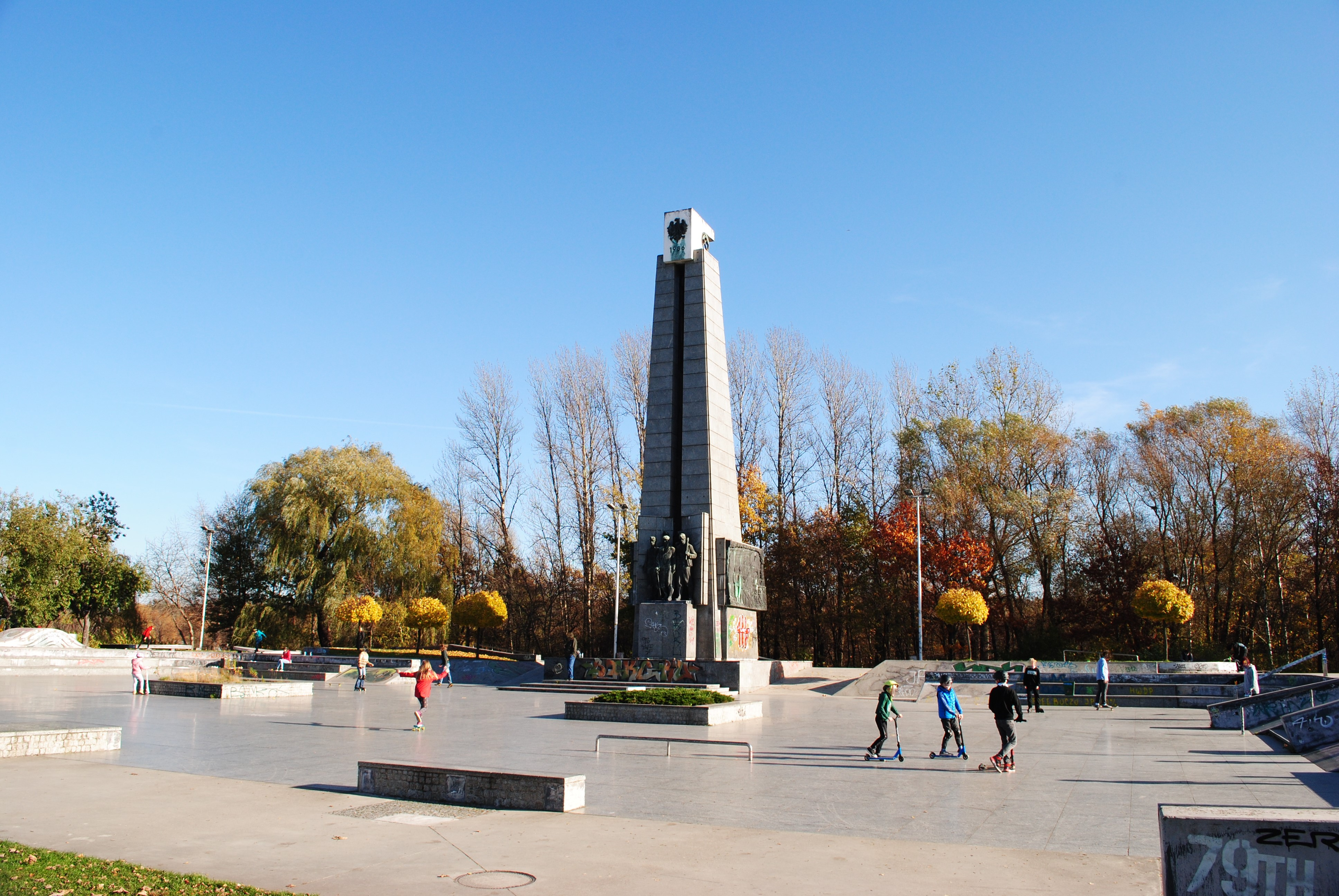
Pomnik Trudu Górniczego i znajdujący się przy nim skatepark

Dolina Trzech Stawów jest miejscem koncentracji działalności sportowo-rekreacyjnych, a jakże organizacji festiwali muzycznych, w tym OFF Festivalu. Organizowane są tu też wydarzenia sportowe, jak m.in.: Otwarte Mistrzostwa Śląska w Kajakarstwie czy też różnego typu imprezy biegowe.
Przystań sportów wodnych zbudowana jest nad stawem Kajakowym. Posiada on pełne wyposażenie do użytkowania kajaków, w tym m.in.: pomost, świetlicę użytkową, bar z grillem oraz wypożyczalnię sprzętu pływającego. Tam też, przy ulicy Trzech Stawów 10 siedzibę ma UKS „4" Katowice. Jest to klub kajakowy, który wyłonił się z sekcji kajakowej GKS Naprzód Janów. Działalność klubu obejmuje kajakarstwo klasyczne i kajak-polo. Wychowankami zostali m.in. Paulina Paszek i Justyna Iskrzycka. Przy nim funkcjonuje także Klub Sportowy SUP Silesia.
Staw Kąpielisko (Kąpielowy) jest obiektem rekreacji sezonowej. Znajduje się on pod opieką Miejskiego Ośrodka Sportu i Rekreacji w Katowicach.
Stawy Kajakowy i Ozdobny są pod opieką koła wędkarskiego Katowice Miasto nr 20, zaś staw Łąka pod opieką koła Katowice Bogucice nr 23 Polskiego Związku Wędkarskiego. Pod względem gatunków odławianych przez wędkarzy w 2011 roku, wagowo dominowały karpie, leszcze i płocie.
Przy Pomniku Trudu Górniczego znajduje się skatepark. W Dolinie Trzech Stawów znajduje się też boisko do piłki nożnej oraz do siatkówki plażowej. Wodny Plac Zabaw, położony pomiędzy stawami Łąka i Kajakowym, podzielony jest na część dla młodszych i starszych. Obejmuje on armatki wodne, dysze, gejzery i pompy.
Przy ulicy Murckowskiej znajduje się Camping 215, będący w zarządzie katowickiego MOSiR-u. Camping o powierzchni 18 572 m² posiada: świetlicę z punktem gastronomicznym, ogródek piwny, pomieszczenia sanitarne, kuchnię letnią, pole namiotowe, stanowiska garażowe przyczep, kort tenisowy, saunę oraz wypożyczalnię sprzętu wodnego.
Przez teren Doliny Trzech Stawów przechodzą następujące szlaki turystyczne oraz rowerowe:
- Szlak Historii Górnictwa Górnośląskiego: Łubianki – Siemianowice Śląskie – Katowice (Dolina Trzech Stawów) – Mikołów – Orzesze – Rybnik[48],
- nr 1: Śródmieście (pomnik Powstańców Śląskich) – Dolina Trzech Stawów – Piotrowice-Ochojec – Kostuchna – Podlesie (ul. Zaopusta)[49],
- nr 5: Szopienice-Burowiec (staw Borki) – Janów-Nikiszowiec – Zawodzie – Dolina Trzech Stawów.